# Бірлестік (Зерендинський район)
Бірлесті́к (каз. Бірлестік) — селище у складі Зерендинського району Акмолинської області Казахстану. Адміністративний центр сільського округу імені Сакена Сейфулліна.
Населення — 523 особи (2021; 648 у 2009, 898 у 1999, 2443 у 1989).
Станом на 1989 рік селище мало статус селища міського типу.